# Teletón Chile de 2015
O Teletón Chile de 2015 foi a vigésima sétima versão da campanha solidária realizada no Chile e buscou arrecadar fundos para a reabilitação de crianças com deficiências físicas. Foi realizado no Teatro Teletón entre sexta-feira, 27 de novembro de 2015, 22h (UTC-3) até as 21h do sábado, 28 de novembro de 2015. Ocorreu simultaneamente no Estádio Nacional do país. A criança símbolo foi Antonella Alcántara.
À 01h10min da madrugada de domingo do dia 29 de novembro, depois de 27 horas e 18 minutos somente de transmissão solidária, foi arrecadado CLi$ 30.601.978.621 (R$ 150.813.465,65), superando em 8,61% a meta proposta. Em 18 de dezembro, o gerente geral do Banco del Chile: Arturo Tagle, o presidente da Fundação Teletón, Humbero Chiang e a diretora executiva Ximena Casajeros entregaram o valor final alcançado na campanha, chegando ao total de CL$ 36.126.424.717 (R$ 178.039.184,35), que representa 28,21% sobre a meta.

## Participantes
| Artistas - Américo - Augusto Schuster - Axel - Bafochi - Cachureos - Carlos Vives - Diego Torres - Francisca Valenzuela - Jeloz | - Jordan - Juan Antonio Labra - Kanela - La Noche - Los Atletas de la Risa - Los Jaivas - Lucybell - Luis Fonsi - Mario Guerrero | - Miguel Bosé - Myriam Hernández - Natalino - Noche de Brujas - Osmani García - Power Peralta - Stefan Kramer - Tomo como Rey - Yotuel Romero - Yuri |

Apresentadores
| - Mario Kreutzberger - Rafael Araneda - Cecilia Bolocco - Diana Bolocco - Martín Cárcamo - Carolina de Moras - Karen Doggenweiler - Julian Elfenbein | - Ignacio Franzani - Luis Jara - Kike Morande - Katherine Salosny - Tonka Tomicic - Juan Carlos Valdivia - Julia Vial - Jose Miguel Viñuela | - Antonio Vodanovic - Karla Constant - Cristián Sánchez - Ivette Vergara - Eduardo de la Iglesia - Carmen Gloria Arroyo - Sergio Lagos - Claudia Conserva |

Transmissão ao ar livre
| - Andrés Caniulef - Jean Philippe Cretton | - María Luisa Godoy - Eva Gómez | - Amaro Gómez-Pablos |

Bastidores
| - Catalina Edwards | - Francisca García-Huidobro | - Paulo Ramírez |

Bancada dos internautas
| - Francisco Saavedra y Jennifer Warner (Facebook) - Pamela Díaz y Karol Dance (Twitter) | - Alejandra Fosalba y Fernando Godoy (Instagram) - Cristián de la Fuente (Internacional) | - Eduardo Fuentes (Aplicatón) - Nicolás Copano (Skype) |

Rádios
| - ADN Radio Chile - Radio Carolina | - Radio Cooperativa - Radio La Clave | - Radioactiva - Radio Disney Chile |

## Transmissão
A transmissão foi realizada pelos canais da ANATEL:
- Telecanal
- La Red
- UCV Televisión
- Televisión Nacional de Chile/TV Chile (internacional)
- MEGA
- Chilevisión
- Canal 13/13i (internacional)

Em 17 de julho de 2014, La Red renunciou a ANATEL, mas permaneceu na transmissão do Teletón.

### Programação
Este evento foi composto pelos seguintes blocos:
Os horários estão segundo o horário de verão de Santiago (UTC-3).
| Horário       | Bloco         | Resumo |
| ------------- | ------------- | --- |
| 22 h - 02h50  | Abertura      | Com o cumprimento dos representantes da ANATEL, o bloco começou apresentado por Mario Kreutzberger, Rafael Araneda, Luis Jara, Martín Cárcamo, Tonka Tomicic, Karen Doggenweiler, Katherine Salosny e Julian Elfenbein. Autoridades fizeram apresentações, os testemunhos foram reproduzidos, as primeiras doações foram entregues e fizeram contatos com apresentadores em diversas partes do país. Fizeram discursos a presidente Michelle Bachelet e Mario Kreutzberger. O Mario que fez o seu discurso tradicional. |
| 02h54 – 07h40 | Noite Teletón | |
|               |               | |